# John Duttine
John Duttine (Barnsley, 15 marzo 1949) è un attore inglese.

## Filmografia parziale

### Cinema
- Chi osa vince (Who Dares Wins), regia di Ian Sharp (1982)

### Televisione
- Gesù di Nazareth - sceneggiato TV, 2 episodi (1977)
- I Mallen (The Mallens) - serie TV, 7 episodi (1979)
- The Day of the Triffids - miniserie TV (1981)
- L'ispettore Barnaby (Midsomer Murders) - serie TV, episodi 2x04 (1999)

## Doppiatori italiani
Nelle versioni in italiano dei suoi film, John Duttine è stato doppiato da: 
- Piero Tiberi in Gesù di Nazareth